# Olalla Moreno
Olalla Moreno (Barcelona, 30 de maig de 1973) és una actriu de cinema, teatre i televisió catalana.
Es va fer famosa a després d'actuar en la sèrie Nissaga de poder en el paper de Laia Monsolís (1996-1997) i en la sèrie Porca misèria. També va actuar en la sèrie d'Antena 3 Lalola (2008), i a Kubala, Moreno i Manchón (2011-2014) i Com si fos ahir (des de 2017) de TV3.
En cinema va destacar pels seus papers en El domini dels sentits i Insomnio, a més de pel·lícules com A los que aman, dirigida per Isabel Coixet. El 2015 va ser una dels quatre protagonistes de Res no tornarà a ser com abans, l'obra de teatre convertida en telefilm de la mà de Carol López.
En 1996 va destacar en el teatre amb el paper d'Anne Frank en l'obra El diario de Ana Frank.